# 台灣麥當勞炸油事件
台灣麥當勞炸油事件，爆發於2009年6月22日，起因為台灣台北縣政府法制室消保官檢測包含麥當勞等5家速食業者使用的食用炸油，並獲得用油品質不合格的結果。其中會影響身體健康的酸價檢驗項目中，以麥當勞受檢餐廳超出合法標準值12倍為最嚴重。之後，並在後續檢驗中，發現麥當勞用油含高出標準甚多的砷，但後續確認檢驗方式時發現檢驗方式只能量測總含砷量，無法量測所含的砷是有害的無機砷或是無害的有機砷。
事件爆發後，雖然台灣麥當勞餐廳公司有所善後及回應，但是因為檢驗結果與麥當勞於台灣的社會既有形象不符，造成了麥當勞商譽及實運成績的嚴重受損。